# 维托里奥·托尔切兰
维托里奥·托尔切兰（義大利語：Vittorio Torcellan，1962年8月9日—），意大利男子赛艇运动员。他曾代表意大利参加世界赛艇锦标赛，获得五枚金牌和一枚银牌，均来自男子轻量级八人单桨有舵手项目。